# İbrahim Zengin
Ibrahim Zengin (né en 1931) est un lutteur turc spécialiste de la lutte libre. Il participe aux Jeux olympiques d'été de 1956 en combattant dans la catégorie des poids mi-moyens (67-73 kg) et remporte la médaille d'argent.

## Palmarès

### Jeux olympiques
- Jeux olympiques de 1956 à Melbourne,  Australie
  -  Médaille d'argent.